# Belga
Belga – belgijska agencja prasowa, z siedzibą w Schaerbeek (Bruksela).
Założona w sierpniu 1920 roku przez Pierre-Marie Oliviera i Maurice Travailleura.